# Каріта Тюккя
Каріта Тю́ккя (фін. Karita Tykkä; *26 вересня 1976 , Куопіо) — фінська телезірка, акторка і одна з найвідоміших моделей Фінляндії. Переможець конкурсу «Міс-Фінляндія 1997». Уроджена — Каріта Туомола.
Тюккя одружилася у 32 роки із спортивним тренером Петрі Тюккя (Petri Tykkä) 9 серпня 2008 в Гельсінкі.
Успішна в рекламному, модельному та телевізійному бізнесі.
Частина фінів вважає Тюккя безсумнівним секс-символом Фінляндії.